# Xústino
Xústino (en rus: Шустино) és un poble de l'óblast de Vladímir, a Rússia, que en el cens del 2010 tenia 21 habitants. Pertany al districte de Koltxúguino.